# Ryan Dolan
Ryan Dolan (Strabane, Irlanda do Norte; 22 de julho de 1985) é um cantor irlandês. Em 2013, venceu o concurso Eurosong, o que o levou a representar a Irlanda no Festival Eurovisão da Canção de 2013 com a canção «Only love survives». Passou as meias-finais, deixando 13 países para trás, mas ficou em 26.º lugar na final (último) da edição.

## Vida pessoal
Durante uma entrevista na RTÉ Radio 1, em fevereiro de 2014, Dolan assumiu-se gay.Ele disse: «Na escola, eu estava confuso sobre quem eu era, e foi muito difícil para mim crescer por causa disso. Era difícil lidar com isso porque eu sabia que era homossexual, mas não tinha coragem de falar com alguém sobre isso».
Em novembro de 2019, Dolan comprou um pub em County Tyrone com o MLA do SDLP Daniel McCrossan.